# A Dráva-sík vízrendszere

## Vízgyűjtő, mellékvizek
Közvetlenül a Dráva-sík nyugati határa fölött van a folyó barcsi szelvénye (152 fkm); az ehhez rendelt vízgyűjtő terület 33 977 km², Drávaszabolcsnál a vízgyűjtő 35 764 km²; a teljes vízgyűjtő terület (a torkolatban, 70,2 km-rel a magyar-horvát határ alatt) 43 238 km². A folyó vízgyűjtőjén öt ország:
- Olaszország,
- Ausztria,
- Szlovénia,
- Horvátország és
- Magyarország

osztozik. A vízgyűjtő 52%-a Ausztriában van, Magyarországra 19%-a jut.
A vízgyűjtő domborzati viszonyai igen változatosak: a Dráva forrása magashegységben fakad, torkolata viszont feltöltődő alföldön van. Ennek megfelelően a csapadék éves átlaga kelet felé haladva 1530 mm-ről 660 mm-re csökken, éghajlatában (ahol a mediterrán befolyás mindvégig érvényesül) az atlanti elemeket fokozatosan a szárazföldi hatások váltják föl. A vízjárást az alpesi vízgyűjtő lefolyásai irányítják (kevés párolgás, kevés beszivárgás, a sok téli hó későn olvad). Jellemzőek a nyár eleji és az őszi nagyvizek, a tél végi kisvizek.
Bár a fenti hatások eredményeként a Dráva vízjárása heves, de a magyar szakaszon már stabil alaphozama is eléri 100–200 m³/s-ot; a sokéves középhozam több mint 500 m³/s. A partélek szintje alatt mintegy 800–900 m³/s víz folyhat le. A nyilvántartott legnagyobb árvízi hozam Barcsnál közel 3 000 m³/s, a nagyvíz és kisvíz eddig megfigyelt szintkülönbsége közel 7 m. A vízfelszín esése Barcs alatt, a határig 15–20 cm/km; fölfelé nő.
Ennek megfelelően a hordalék lefelé egyre finomabb szemű: kb. Drávatamási fölött homokos kavics, alatta homok. A hordalékot a horvátok rendszeresen kotorják, kitermelik.
A magyar szakaszon több kisvíz éri el a Drávát. A jelentősebbek, Barcstól lefelé:
- Rigóc-patak 147,0 fkm;
- Korcsina-átvágás 140,5 fkm;
- Korcsina-csatorna 119,8 fkm;
- Sellyei-Gürü 111,5 fkm;
- Fekete-víz 83,0 fkm;
- Régi-Fekete-víz 76,5 fkm;
- Gordisai-csatorna 72,0 fkm;
- Lanka-csatorna (már a magyar határ alatt, horvát területen torkollik).

Ezek a vizek a folyó vízjárását érdemben nem befolyásolják.

## Meder és szabályozása
A szabályozás eredményeként a beágyazódott főmeder határozottan dominál a lefűződő, illetve már lefűződött leágazások, holtágak rendszerében – utóbbiak már csak nagyvíz idején kapnak komolyabb utánpótlást. A sekély, pangó vizű holtágak és a lefűződő mellékágak alig emlékeztetnek a szabályozás előtti, szerteágazó, szeszélyesen meanderező folyóra. A szabályozás és a kotrás eredményeként a megerősített partok között fokozatosan mélyül a főmeder.
A szabályozást már legkésőbb a 16. század-ban megkezdték (de lehet, hogy korábban). Mérsékelték az árterek elöntéseit, és ezek ritkulása óta intenzívebben használják a területet. A települések a dombtetőkről leterjeszkedtek a laposokra, bővült az infrastruktúra, elterjedt a szántóművelés. A táj korábbi, erdős-legelős jellege átalakult, a vízkedvelő növényzetet a szárazságot jobban tűrő, termesztett fajták váltották fel.
A 18. század végén és a 19. század első felében a kanyarok átmetszése megnövelte a víz esését, felgyorsította annak mozgását. A folyó máig érvényes mederszelvényeit az 1970-ben összeállított, sok fontos morfológiai információt tartalmazó Dráva-atlasz számára készítették el, és ennek alapján dolgozták ki a szabályozás általános tervét. A Zaláta alatti szakasz a Drávánál alkalmazott mérsékelt szabályozás szintjén teljesen szabályozottnak tekinthető. Az 1972-es árvíz bebizonyította, hogy a folyó Drávasztára–Old közötti szakaszán az árvízvédelmi töltést erősíteni és magasítani kell. Ennek terveit el is készítették, de a munkálatokhoz 2008-ig még nem fogtak hozzá.
A főág lerövidített nyomvonalán jelentős a turbulens vízmozgás hordalékszállító képessége, ezért a meder tovább mélyül, a partokhoz közel a talajvíz szintje süllyed. A természetes, ártéri növényzetet egyre inkább a szárazságot jobban tűrő fajok szorítják ki.
A folyóvölgy eredeti természeti arculatának szerves részeként a kanyargós Dráva tartósan a partélhez közel folyt – gyakran ki is áradt, méghozzá úgy, hogy a víz akadálytalanul szétterült a széles ártéren, és ezért az elöntés sekély maradt.
Úgy tűnik, a meder szabályozása után az eredetihez közeli állapotok csak a meder többszöri elgátolásával, vízlépcsők, tavak kialakításával érhetők el, erre azonban egyes környezetvédő szervezetek tiltakozása miatt nem került sor.

## A víz minősége
A helyenként szennyezett mellékvizekkel behordott szennyeződések a folyó vizében gyorsan felhígulnak; a Dráva vize az MSZ 12 749/1993. szabvány szerint a legtöbb jellemzőre harmadosztályú (tűrhető), egyesekre másodosztályú (jó) minőségű; a drávaszabolcsi mérések alapján apránként javul.

## A folyó hasznosítása
A szabályozás nemcsak a lefolyási viszonyokat javította, de hajózhatóságot is. A folyó 400–600 tonnás uszályokkal a torkolattól Barcsig állandóan, Bélavárig gyakran hajózható, de a forgalom az egykori töredékére esett vissza.
A Dráván a hajózásnak főleg a 18. és 19. században volt érdemi szerepe, később az új gazdasági központokat kiszolgáló, másfelé vezető út- és vasúthálózat elvitte a folyóról a forgalmat. A környék (az egész Dráva-menti síkság, határon innen és túl) gazdaságilag apránként, de mind határozottabban leértékelődött.
A nemzetközi vízügyi együttműködés fontos témája a folyó hasznosítása. Felső szakaszán, Ausztriában, Szlovéniában és Horvátországban összesen 22 erőművet építettek a vízi energiája hasznosítására: a legrégebbi elmúlt 80 éves, a legújabbat 1989-ben helyezték üzembe. Az erőművek energetikai szempontból legkedvezőbb, úgynevezett csúcsra járatása az alvízi szakaszon – tehát a Dráva-síkon is – mesterséges vízjárást produkál.
A Novo Virjénél tervezett horvát vízlépcső építését a magyar kormány Persányi Miklós környezetvédelmi minisztersége idején a Védegylet és más, hivatásos tiltakozó szervezetek nyomásának engedve átmenetileg megakadályozta.
Magyarország és Horvátország 1994-ben kötötte meg a Drávára ma érvényes államközi vízgazdálkodási egyezményt. Ennek rendelkezései kiterjednek a közös határ környékén minden vízfolyásra és azok vízgyűjtő területeinek gazdálkodási kérdéseire: mindazokra az intézkedésekre és munkálatokra, amelyek ezek vízgazdálkodását befolyásolhatják.